# Bataille de Crooked Creek
Guerres indiennes
La bataille de Crooked Creek est l'attaque d'un campement comanche le 13 mai 1859 par des troupes de la United States Army dans le cadre d'une campagne militaire contre les Comanches.
Parties le 30 avril de Camp Radziminski dans le territoire indien, les troupes du 2e régiment de cavalerie menées par le major Earl Van Dorn se dirigent vers le nord à la recherche des Comanches. Quatre jours plus tard, elles capturent un jeune Comanche et l'obligent à les conduire jusqu'à son campement. Le 13 mai, les soldats découvrent le campement et capturent une grande partie des chevaux des Comanches avant d'attaquer.
Au cours de l'attaque, 49 Comanches dont 8 femmes sont tués et 32 femmes sont capturées tandis que les soldats américains n'ont qu'un seul tué.